# Alsódiós
Alsódiós (szlovákul Dolné Orešany, németül Unter-Nussdorf / Windisch-Nussdorf) község Szlovákiában, a Nagyszombati kerületben, a Nagyszombati járásban.

## Fekvése
Nagyszombattól 12 km-re északnyugatra fekszik.

## Története
A középkorban csak Diós-nak nevezett falu 1296-ban a közeli Vöröskő királyi vár tartozéka volt. 1316-ban Csák Máté nádor egyik hűséges emberének, Lövő Istvánnak adományozta a diósi malmot. 1388-ban Zsigmond király elajándékozta Stibor pozsonyi vajdának. Ezt később – két év múlva – díszes oklevéllel erősítette meg.
1418-tól sűrűn szerepel Windish-Nussdorf az országos számadáskönyvekben.
1510-ben Országh László fia, Mihály örökösödési szerződést kötött – ha nem lenne örökös-magszakadás esetére – a diósi birtokra.
A 17. században mezővárosi rangra emelkedett Diós.
Vályi András szerint "Alsó Diós. Tót Mező Város Posony Vármegyében, földes Ura Gróf Pálfy Uraság, lakosai katolikusok, tót neve Orezsáni, a’ németek Vindich Nuszdorfnak nevezik, Ompitál Városától fél mértföldnyire, Nagy Szombattól pedig két mértföldnyire esik, fekvése kies, egyik felől bőv bor termő hegyek, másik felől pedig szép mezőség ékesítik, lakosai tót nyelven beszélnek, ’s hajdan gazdagok voltak, a’ mostaniak is szorgalmatosok, de nem igen tehetősek, a’ Felső Diós felől való hegyböl, öt források fakadnak, ’s egy jókora patak foly a’ városon keresztűl, mellynek partyai fűz fákkal bé plantáltattak, és két malmot hajt, dél felől szép tserfákkal tellyes berkek ékesítik, temploma a’ B. SZŰZ MÁRIANAK szenteltetett, határja közép termékenységű, ’s vagyonnyai külömbfélék, eladásra jó módgya; második Osztálybéli."
Fényes Elek szerint "Alsó-Diós, (Vindisch-Nuszdorf, Dolne Oresány), Pozson most F.-Nyitra vármegyei tót mező-város; Pozsonhoz északra 5, Nagy-Szombathoz nyugotra 2 mfdnyire. Számlál 1012 kath., 1 evang., 7 zsidó lak. Kath. paroch. templom. Határja sok természeti jóban részesült; szántóföldjei igen sikeres rozsot, buzát teremnek; rétjei kétszer kaszálhatók; cserfás ligetjei szépek; legelője szük; de nyugotra fekvő szőlőhegye olly jó bort terem, hogy nemcsak a vmegyében, hanem az egész országban méltán az 1-ső osztálybeli borokhoz számláltathatik; szinte ennek fejér halavány, íze kellemetes, nem igen erős, szamatja sok. Egyébiránt mind ezen tulajdonságok csak akkor fejlődnek ki, ha legalább 3 esztendeig áll, azután esztendőről esztendőre jobb. Továbbá nem minden részén terem a hegynek egyforma minémüségü, kivált minthogy az idevaló tót keveset ért a szőlőmiveléshez, a mit legjobban észrevehet kiki, ha a pozsonyi szőlőhegyet a diósival összehasonlitja. F. u. gr. Pálffy Ferencz"
A trianoni békeszerződésig Pozsony vármegye Nagyszombati járásához tartozott.

## Népessége
1910-ben 1171, túlnyomórészt szlovák anyanyelvű lakosa volt.
2001-ben 1179 lakosából 1168 szlovák volt.
2011-ben 1275 lakosából 1219 szlovák volt.
2021-ben 1359 lakosából 2 magyar, 1324 (+7) szlovák, 3 cigány, 13 (+1) egyéb és 17 ismeretlen nemzetiségű volt.
| Év:            | 1994. | 2004.   | 2014.   | 2024.    |
| -------------- | ----- | ------- | ------- | -------- |
| Emberek száma: | 1178  | 1196    | 1275    | 1430     |
| Eltérés:       |       | +1,52 % | +6,60 % | +12,15 % |

| Év:            | 2023. | 2024.   |
| -------------- | ----- | ------- |
| Emberek száma: | 1429  | 1430    |
| Eltérés:       |       | +0,06 % |

## Neves személyek
- Itt született 1809-ben Dobsovits Anianus ferences rendi szerzetes.
- Itt született Belicza József (1848–1890) fővárosi igazgató-tanító.
- Itt született 1941-ben Jozef Minárik tűzoltó.
- Itt szolgált Kovács János (1819–1883) római katolikus plébános.
- Itt szolgál Miloš Zárecký (1980) szerzetes pap.

## Nevezetességei

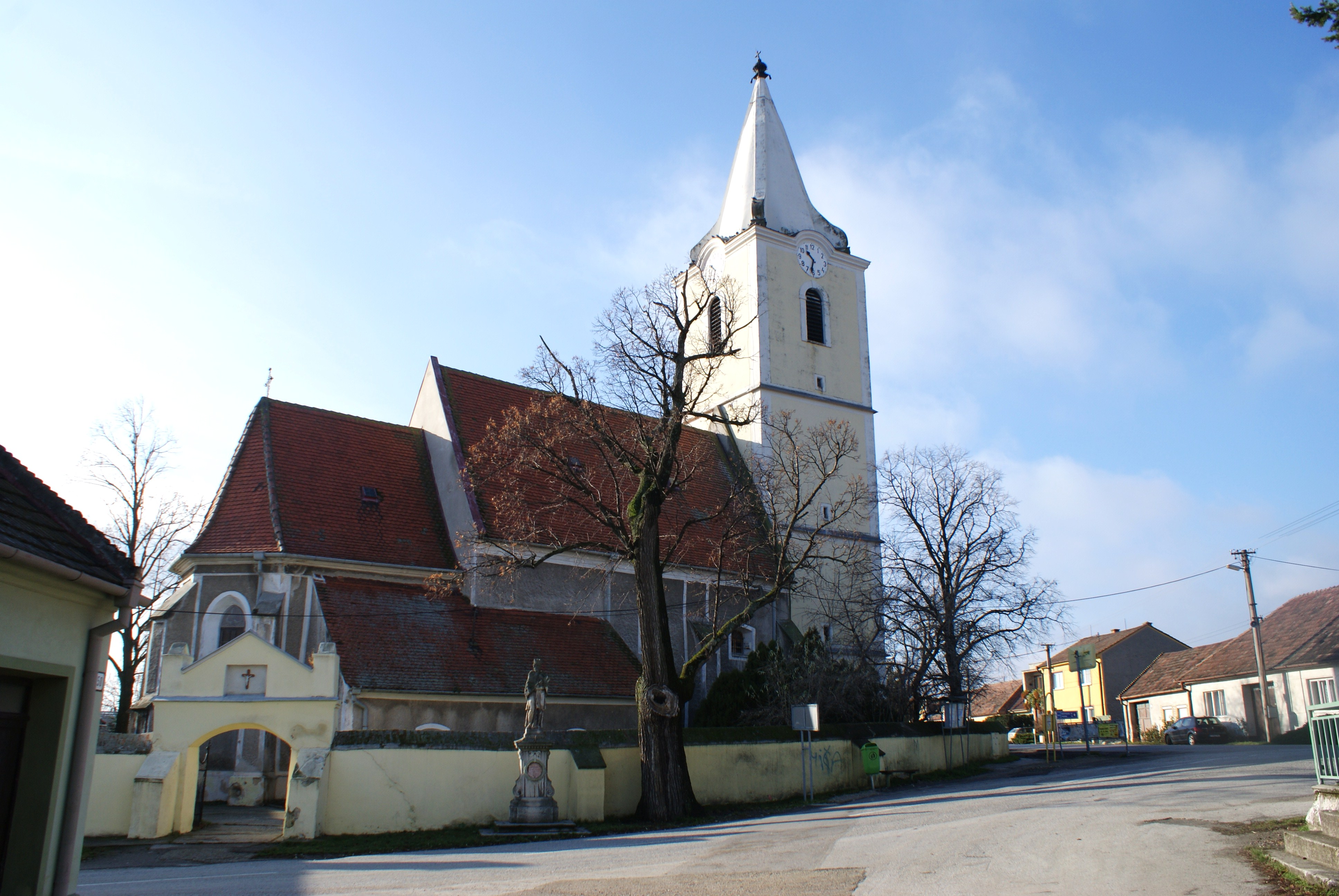
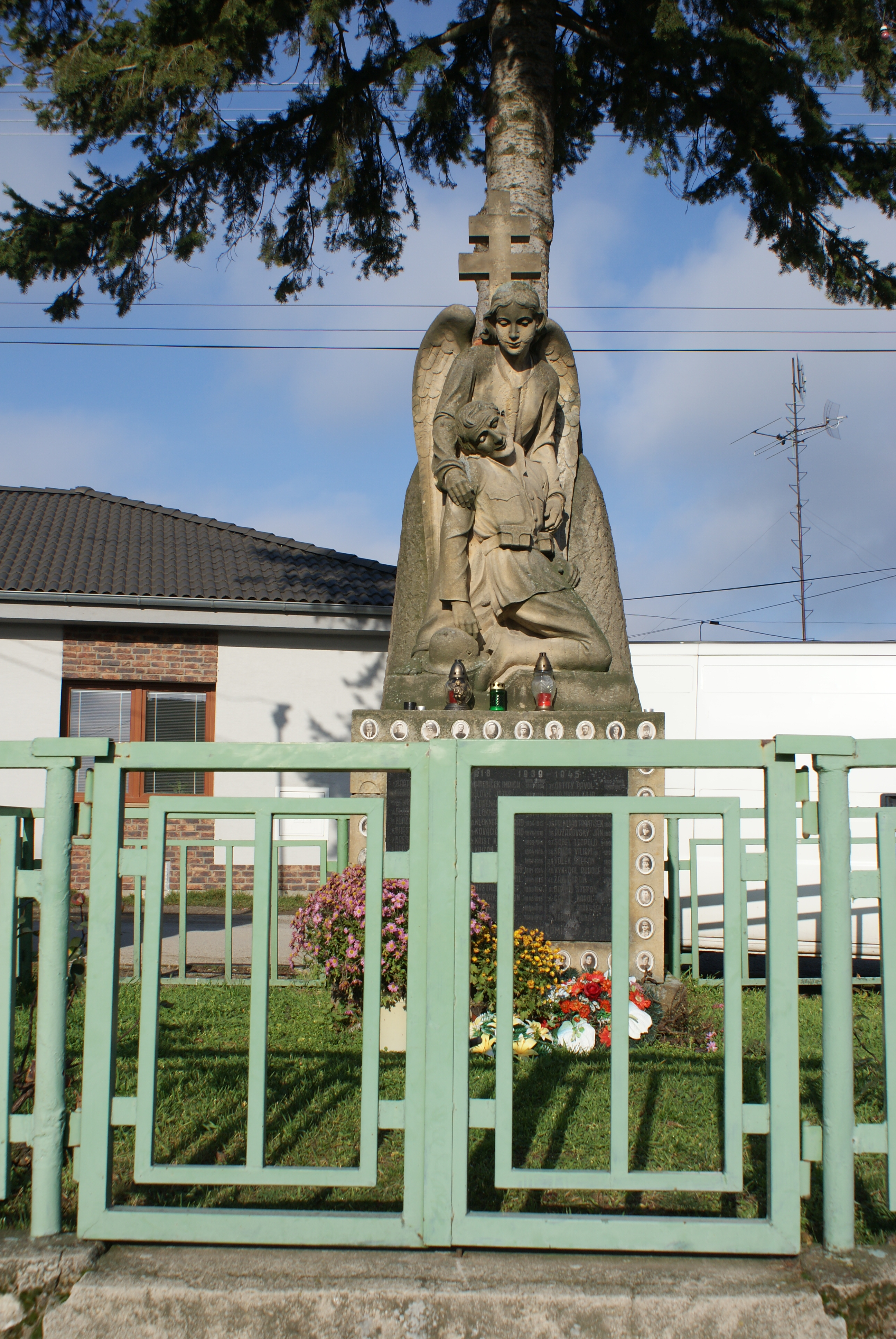
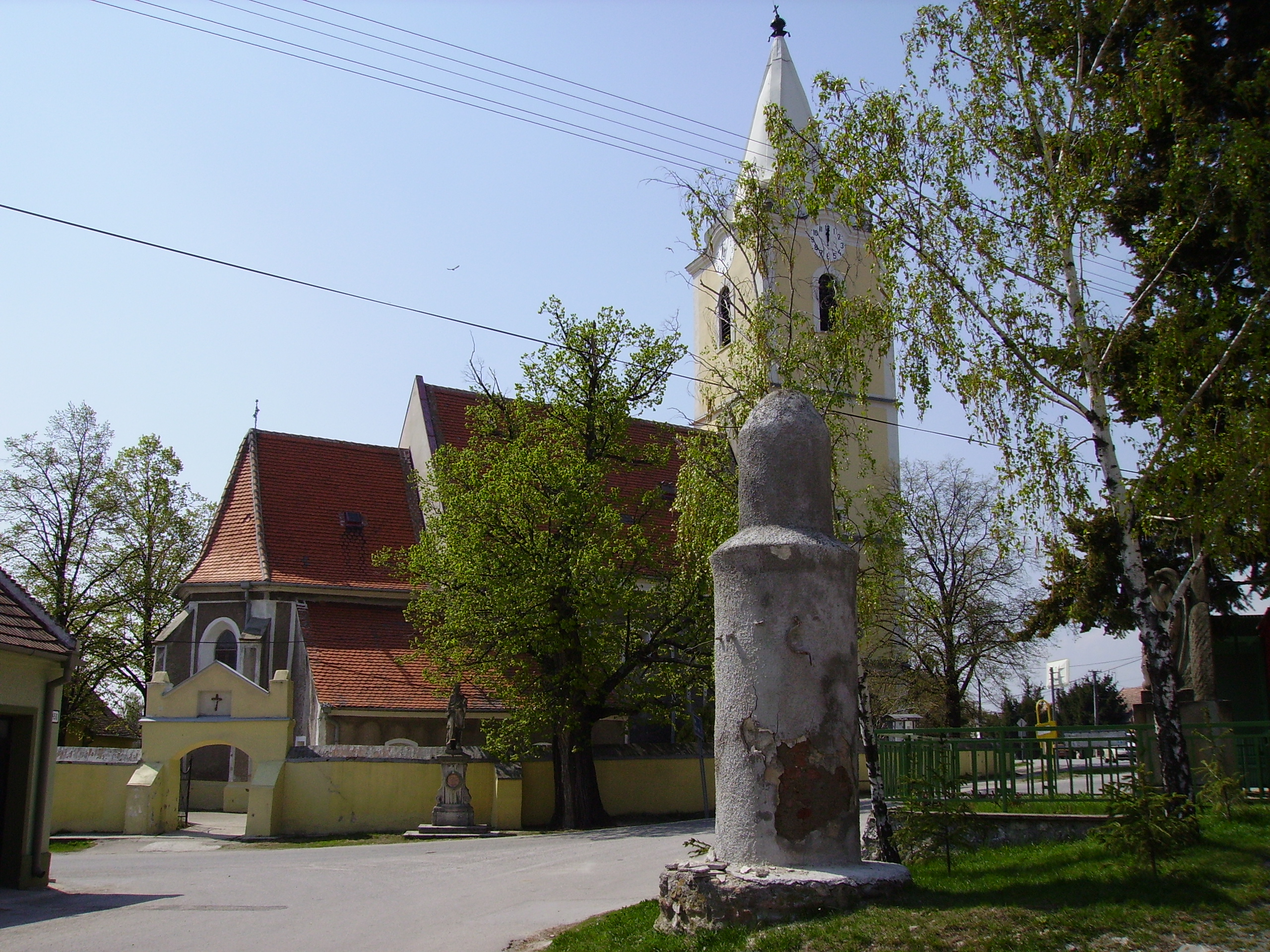

- Mária Mennybemenetele tiszteletére szentelt római katolikus temploma a 14. században épült gótikus stílusban. Boldogságos Szűz Mária a templom védőszentje. Ez olvasható a helybeli szlovák ismertetőn és Vályi András 1796. évi leírásában is. 1912-ben tervezték a templom kibővítését.[6]
- Szentháromság kápolnája a 18. században épült.
- 1654-ből származó pellengér.
- Szent Orbán-szobor (1801).
- A Kis Kárpátok déli lejtőinek szőlőiben kitűnő borok teremnek.